# Suore di San Giovanni Evangelista
Le Suore di San Giovanni Evangelista (in spagnolo Hermanas de San Juan Evangelista) sono un istituto religioso femminile di diritto pontificio.

## Storia
La congregazione fu fondata a Bogotà dal sacerdote Jorge Murcia Riaño: nel 1928 aveva conosciuto a Milano la Compagnia di San Paolo e aveva invitato don Giovanni Rossi, direttore dell'istituto, a stabilire la sua opera anche in Colombia; non essendo possibile, Murcia Riaño ebbe l'iniziativa di iniziare un istituto simile e l'8 dicembre 1932 fondò la Compagnia di San Giovanni Evangelista.
In origine la Compagnia era composta da tre sezioni (una clericale, una laicale maschile e una femminile), ma i rami maschili ebbero vita effimera. L'8 settembre 1942 le consacrate della Compagnia abbandonarono gli abiti secolari e adottarono un abito religioso.
Ismaele Perdomo, arcivescovo di Bogotá, procedette all'erezione canonica dell'istituto in congregazione religiosa l'8 giugno 1950; le suore ricevettero il pontificio decreto di lode il 1º giugno 1970.

## Attività e diffusione
Le suore si dedicano alla catechesi e a opere di apostolato sociale a favore delle lavoratrici.
Oltre che in Colombia, sono presenti in Guatemala e Venezuela; la sede generalizia è a Bogotà.
Alla fine del 2015 l'istituto contava 67 religiose in 18 case.